# Berg River
Der Berg River (afrikaans Groot Bergrivier, englisch Great Berg River) ist ein südafrikanisches Gewässer in der Provinz Western Cape mit einer Länge von etwa 285 Kilometern. Das Quellgebiet liegt im Bergland bei Franschhoek. Die Mündung des Berg River liegt nahe der Kleinstadt Velddrif in der St. Helena Bay an der südafrikanischen Atlantikküste.

## Verlauf
Das Quellgebiet des Berg River liegt bei etwa 1500 m Höhe in den niederschlagsreichen Gipfelregionen der Franschhoek- und Drakensteinberge; westlich und südlich des für seinen Weinbau bekannten Ortes Franschhoek. Am Fuße dieser Bergregion werden die Wasserläufe seiner Quellregion durch den Berg River Dam aufgestaut. Wenige Kilometer flussabwärts mündet der Wemmershoekrivier in den Berg River, der in seinem Oberlauf gleichfalls mittels des Wemmershoek Dam (1957 vollendet) aufgestaut wird.
Anschließend fließt der Berg River durch die Städte Paarl und Wellington sowie ihrer landwirtschaftlich intensiv genutzten Regionen, nimmt weiter flussabwärts an seiner rechten Flanke bei den Orten Gouda und Saron Wasservolumen aus dem Little Berg River einschließlich des Voelvlei Dam auf. Der Little Berg River kommt aus dem Tulbagh-Becken und bringt als seitlicher Zufluss reichlich Oberflächenwasser aus einer der zur  Winterzeit niederschlagsreichsten Region im Kapgebiet.
Der Verlauf des Berg River erstreckt sich stark mäandrierend in nordnordwestliche Richtung. In diesem Abschnitt befindet sich der Misverstand Dam (Misverstand Weir). Danach schwenkt der Fluss bei De Hoek und Piketberg nach Westen. In dieser Biegung nimmt der Berg River westlich von Piketberg den rechten Nebenfluss Platkloofrivier aus Richtung Goedverwacht auf, der kurz vor seiner Einmündung durch den Platkloofrivier Dam aufgestaut ist. Eine ähnliche Situation besteht bei dem wenige Kilometer talabwärts von rechts einmündenden Boesmansrivier, dessen Wasser von zwei Staudämmen zurückgehalten wird.
Im Unterlauf des Berg River und unweit seiner Meeresmündung kommt linksseitig der Soutrivier heran. Zwischen dessen Einmündung in den Berg River und dem Atlantik liegen im Bereich des stark mäandrierenden Flussbetts größere Retentionsflächen.
Während der sommerlichen Trockenzeit und durch die Gezeitenschwankungen des Atlantiks dringt salzhaltiges Meerwasser etwa 24 Kilometer stromaufwärts in den Unterlauf. Dadurch wird eine Wasserentnahme für die landwirtschaftliche und urbane Nutzung beeinträchtigt.

## Hydrologie
Die Abflussmenge des Berg River wurde am Pegel Misverstand, bei der Hälfte des Einzugsgebietes, über die Jahre 1974 bis 2020 in m³/s gemessen.

## Wasserwirtschaftliche Infrastruktur
Der Wemmershoek Dam, durch ein britisches Unternehmen zwischen 1952 und 1957 erbaut, staut Wasser aus dem wasserreichsten Nebenfluss im Oberlauf des Berg River. Sein Bau wurde bereits 1906 vorgeschlagen. Dessen Zweck dient dem Hochwasserschutz der talabwärts liegenden Landschaften und war zur Erbauungszeit ein erheblicher Zuwachs für die Wasserversorgung Kapstadts einschließlich einiger Nachbarorte. Diese bestand damals im Wesentlichen nur aus den Staudämmen im Bereich des Tafelbergs sowie dem Steenbras Dam. Mittels einer Rohrleitung im Durchmesser von 1,5 Metern floss über eine Distanz von 51 Kilometern Wasser in einen unterirdischen Speicher am Tygerberg nördlich des Kapstädter Zentrums. Von hier gab es Verteilungsleitungen in die Region Kapstadt sowie nach Durbanville, Paarl und Wellington.
Unweit der Bahnstation Bergrivier, am Unterlauf des Flusses, wurde eine Pumpstation errichtet, von der täglich 4,5 Millionen Kubikmeter Wasser über eine Rohrleitung in 19 Kilometer entfernte Vorratstanks geleitet werden. Diese Anlage gehört zu dem in den 1930er Jahren in Angriff genommene Saldanha Bay Water Supply Scheme (afrikaans: West Boland Waterskema, Saldanhabaai-Watervoorsieningskema). Auf diese Weise erhielten Siedlungen in einem sehr niederschlagsarmen Gebiet eine verbesserte Versorgung mit Trink- und Brauchwasser. Vom Anschluss profitierten die Anlagen des Flughafens Langebaan Road (SAAF) und Langebaan-Marinehafen, ferner die Siedlungen Saldanha, Vredenburg und Paternoster, Velddrif und Laaiplek sowie Stompneusbaai.

## Stauanlagen
- Berg River Dam (Planung 1989 begonnen, bis 2008 aufgefüllt und 2009 offiziell in Betrieb genommen)[8][9][10]

- Misverstand Weir

Im Einzugsgebiet, an Nebenflüssen liegen:
- Wemmershoek Dam (1952–1957 errichtet)[6]
- Voëlvlei Dam.

## Nebenflüsse
In seinem etwa 8980 Quadratkilometer großen Einzugsgebiet fließen ihm neun größere und sieben kleinere Nebenflüsse zu. Die Nebenflüsse Franschhoek River, Wemmers River, Dwars River, Little Berg River, Kuilders River und Twenty Four River gelten als stetig wasserführend.